# 浸透能
浸透能（しんとうのう、英語: infiltration capacity）とは、ある土壌がその地表にある水分を吸収する（浸透させる）ことのできる量のこと。単位は mm/h などで表すことが多い。

## 浸透能の変化
浸透能は植生や都市開発などによって変化する。

### 植生
植生については、森林では植物の根が太いうえ地中深くまで伸び土壌間隙の増大を引き起こすため、また土壌クラストの形成が阻害されるため、浸透能が高く、降雨のほとんどは地面に浸透し、長い時間をかけて河川へ流出する。一方、草地や裸地では浸透能は低くなる。
森林総合研究所による試験林の観測結果によれば、針葉樹・広葉樹、人工林・天然林の間で、浸透能の善しあしに明確な差は見られない。森林の種類によりも落ち葉の堆積量や、生え方に違い等による土壌の質の差が浸透能にも違いが出る。例えば、人工林で間伐等の管理が行われないと樹冠が鬱閉し地表面に太陽光が当たらないため、下草が衰退し、土壌も流出して裸地化する。その結果、浸透能が低下し表面流出が生じ、また地下水となる水の量も減るため、渇水流出の現象も起きる。
なお、森林は浸透能が高いことから河川水の流量の調整が可能であり、この調整のことは緑のダム機能とよばれる。逆に、浸透能の低下は地表流の発生につながり、河川流量の増大、土壌侵食、土砂流出を招く。

### 都市開発
また、都市開発に伴う土壌の踏み固めや草木の伐採などに伴い浸透能が低下する。特に、アスファルト面やコンクリート面の浸透能は非常に小さい。このことが都市型洪水の誘因となることもある。

### 時間変化
浸透能は時間とともに変化する。一般的には、降雨初期で高い数値が表され、時間がたつにつれ徐々に減少し、最終的にはほぼ一定の値を示すようになる。降雨開始時の浸透能を初期浸透能（英語: initial infiltration capacity）、最終的な浸透能を終期浸透能（英語: final infiltration capacity）という。このため、一定の降雨強度で降水が継続した場合でも、初期は浸透能が降雨強度より大きいため降雨の全てを浸透することが可能であるが、浸透能の低下とともに浸透能が降雨強度を下回り、浸透能を超過する降雨は浸透余剰地表流（ホートン地表流とよばれることもある）として流出する。

## 地盤を構成する土の浸透性
地盤を構成する土の種類は多々あるため、ここでは土の透水度の高さの違いによって構成する土を分類する。
| 透水度     | 透水係数 (cm/s) | 地盤を構成する土                                 |
| ---------- | --------------- | ------------------------------------------------ |
| 高い       | ＞10-2          | 粗粒または中粒の礫                               |
| 普通       | 10-1 - 10-3     | 細かい礫、粗砂、中粒の砂、細砂、浜砂             |
| 低い       | 10-3 - 10-5     | ごく細かい砂、シルト質の砂、ゆるいシルト、レス   |
| 非常に低い | 10-5 - 10-7     | 締まったシルト、締まったレス、粘土質シルト，粘土 |
| 不透水     | ＜10-7          | 均質な粘土                                       |

## モデル式
浸透能の定量的な考察を目的にモデル式が複数考案されている。土壌中の水を力学的に表現する理論的なモデル式として、グリーン、アンプトの浸透モデル、フィリップのモデル式などが挙げられる。一方、簡易的で直感的に理解しやすい、経験的なモデル式としてホートンのモデル式を挙げることが可能である。

## 浸透能の測定
なお、浸透能を野外で測定するときは、浸透計を用いる。